# Polystachya fischeri
Polystachya fischeri är en enhjärtbladiga växtart som beskrevs av Heinrich Gustav Reichenbach och Friedrich(Fritz) Wilhelm Ludwig Kraenzlin. Polystachya fischeri ingår i släktet Polystachya, och familjen orkidéer. Inga underarter finns listade i Catalogue of Life.